# Olen Properties
Olen Properties Corp. ist ein US-amerikanisches Immobilienunternehmen mit Sitz in Newport Beach, Kalifornien.

## Unternehmen
Das Immobilienentwicklungsunternehmen wurde 1973 gegründet und verfügt über ein Portfolio von rund 11.000 Wohnungen und Bauland für Industrie- bzw. Gewerbeimmobilien von umgerechnet fast einer halben Million m² (rund 6 Millionen Quadratfuß) in insgesamt mehr als drei Dutzend Städten, vor allem in Südkalifornien und im Raum Las Vegas. Die Geschäftstätigkeiten sind aufgeteilt in die Abteilungen California Commercial, Arizona Residential, Nevada Residential und Florida Residential. Der Umsatz belief sich 2006 auf 286 Millionen US-Dollar.

## Igor Olenicoff
Gründer und CEO ist der Milliardär Igor M. Olenicoff, geboren am 19. September 1942 in der iranischen Provinz Māzandarān. Kurz nach seiner Geburt floh die mit dem Regime von Zar Nikolaus II. verbundene Familie Olenicoff vor den kommunistischen Revolutionären in den Iran. Nach dessen Besetzung durch Russland (Iranische Sowjetrepublik) wanderten sie 1957 praktisch mittellos in die USA aus. Igor Olenicoff, damals 15-jährig, wurde später eingebürgert. Er besuchte eine Missionsschule und erlernte fließend Englisch, Russisch und Persisch. Anschließend absolvierte er die University of Southern California. Er hält Bachelorgrade in Betriebswirtschaft und Ingenieurwesen, einen MBA in Finanzwesen und einen Master in quantitativer Analysis. Danach arbeitete er bei den Unternehmen Shell Oil Co., Touche Ross und Motown Records. Er war Gründungspartner der Immobilienfirma Gemini Pacific und Vizepräsident bei Dunn Properties, bevor er 1973 sein eigenes Unternehmen Olen Properties gründete. Heute residiert Olenicoff nach eigenen Angaben in Florida (der Bundesstaat erhebt keine Einkommensteuer), nach Recherchen der Finanzbehörden jedoch in Kalifornien. Er ist verheiratet und bekam mit seiner Frau einen Sohn († 2005) und eine Tochter. In der Liste der Milliardäre des Forbes Magazine wurde er 2007 mit einem geschätzten Vermögen von 1,6 Milliarden US-Dollar auf Rang 618 weltweit geführt, in der Forbes-Liste der 400 reichsten US-Amerikaner auf Rang 286.

## Steuerhinterziehungsverfahren
Mehrfach wurden Vorwürfe wegen Steuerhinterziehung gegen das Unternehmen bzw. seinen Eigentümer erhoben:
Nachdem die US-Steuerbehörde (Internal Revenue Service) für den Zeitraum 1994 bis 1996 zunächst 148 Millionen US-Dollar Steuerrückforderungen und Bußgelder verlangte, bezahlte Olen Properties 2004 schließlich 272.024 US-Dollar, um das Verfahren zu beenden.
2002 gab Olenicoff gegenüber den Steuerbehörden an, zwischen 1992 und 1997 aus seinen Gesellschaften, lediglich 15.000 US-Dollar Einkommen erzielt zu haben. Nachdem die Steuerbehörden daraufhin erneut ein Verfahren vor einem Bundesgericht in Kalifornien gegen ihn einleiteten, sagte er um einer drohenden Gefängnisstrafe zu entgehen umfassend aus. Es handelte sich hierbei um eines der größten individuellen Steuerverfahren in der Geschichte Südkaliforniens. Daraufhin kam es im Dezember 2007 zu einem Vergleich mit dem US-Justizministerium, in dessen Rahmen er 52 Mio. US-Dollar (33 Mio. Euro) für hinterzogene Steuern, Bußgelder und Verzugszinsen bezahlte und versprach, seine sämtlichen Geldanlagen in die USA zu holen. Anfang 2008 bekannte er sich im Rahmen des Vergleichs schuldig, zwischen 1998 und 2004 mehr als 346 Millionen US-Dollar durch ein Netz von Offshore-Konten bei Banken in den Steueroasen Schweiz (UBS), Liechtenstein (New Haven Trust), Bahamas und England vor den Steuerbehörden versteckt zu haben. Am 14. April 2008 wurde er im Gegenzug nur wegen falscher Steuerangaben zu zwei Jahren Freiheitsstrafe auf Bewährung und 120 Stunden Sozialarbeit sowie zur Zahlung einer persönlichen Geldbuße in Höhe von 3.500 US-Dollar verurteilt. Dennoch bestritt er, dass die Überseekonten ihm zuzurechnen seien. Seit 1980 würde Olen einer Offshorefirma mit Sitz auf den Kaimaninseln, den Bahamas und derzeit in Dänemark gehören. Die auf den Bahamas ansässige Sovereign Bancorp Ltd, die seine Übersee-Bankverbindungen kontrolliert, soll nach Angaben Olenicoffs von der Investmentgesellschaft Vozrozhdeniye [Renaissance] Fund des ehemaligen russischen Präsident Boris Jelzin gegründet worden sein.

### Ermittlungen gegen UBS-Mitarbeiter und Liechtensteiner Treuhänder
Im Zusammenhang mit diesem Verfahren ermitteln unabhängig voneinander das US-Justizministerium und die US-Finanzaufsichtsbehörde SEC und erhoben Anklage gegen den Leiter des im November aufgelösten Wealth Management International-Teams der Schweizer Großbank UBS und einen Finanzberater aus Liechtenstein wegen des Verdachts, dass sie bei der Steuerhinterziehung geholfen haben, obwohl die Banken der Schweiz sich 2002 in einem Abkommen (Qualified-Intermediary-Abkommen) gegenüber den USA verpflichtet haben, sämtliche Transaktionen von US-Bürgern mit US-Wertschriften den Steuerbehörden zu melden. Ende April 2008 verhörten die Behörden in dieser Sache den Leiter des Private-Equity-Bereichs Nord- und Südamerika der UBS., der Liechtensteiner Finanzberater wurde zur Fahndung ausgeschrieben. Vor dem Hintergrund der Liechtensteiner Steueraffäre in Deutschland werden Auswirkungen der US-Ermittlungen auf das Schweizer Bankgeheimnis für möglich gehalten.